# Gheorghe D. Mateescu
Profesorul Gheorghe D. Mateescu (n. 11 noiembrie 1928, Pitești - d. 22 ianuarie 2021 Cleveland, Ohio, Statele Unite ale Americii) farmacist și chimist, Emeritus Proffesor al facultății de Chimie, Case Western Reserve University, Cleveland, Ohio, Statele Unite ale Americii. A introdus în Romania două dintre cele mai importante metode fizico-chimice de analiză, anume, Spectroscopia în Infraroșu și Rezonanața Magnetică Nucleară.
-        În 1965, la București a organizat primul Workshop de RMN (în colaborare cu firma Varian Associates).  
-        Între anii 1995 și 2014, a organizat un număr de 15 Școli Internaționale de Vară pe NMR/MRI și MRS, pentru specializarea în Rezonanță Magnetică a radiologilor și oamenilor de știință români. 
-        În 2014 a fost Co-organizator la Școala Internațională de Vară pe MRF și PET/RMN, Iași, România. 
Toate acestea au avut ca rezultat crearea Societății de Rezonanță Magnetică în România (SRMMR), precum și a unui Grup intitulat ISMRM, Romanian Chapter, sub egida ISMRM (International Society for Magnetic Resonance in Medicine).  
Din Curriculum Vitae am extras câteva date care relevă personalitatea profesorului: 

### Educație
-         Licențiat în farmacie, Școala de Medicină și Farmacie, București, 1951. Titlul tezei de BS: Analiza polarografică a compușilor cu mercur din farmacopeea românească. 
-         Ph.D. în Chimie, Universitatea Case Western Reserve, Cleveland, 1971 Titlul tezei: Ioni organici noi stabili. Consilier: George Andrew Olah

### Premii și onoruri
-         Autumn Alumnus, Departamentul de Chimie, CWRU, 2015. 
-         Fellow al Societății Internaționale pentru rezonanță magnetică în medicină (ISMRM) pentru Pioneering Work în O-17 MRS și RMN și servicii excepționale pentru Societate, 2009. 
-         Membru de onoare, Societatea Română de Rezonanță Magnetică în Medicina, 2008.
-         Membru, Comitetul pentru Dezvoltare Globală In ISMRM, 2002-2004. 
-         Steaua României 2004 (Cel mai înalt ordin românesc instituit în 1877 de regele Carol I). 
-         Doctor honoris causa, Școala de Medicină și Farmacie „Carol Davila” București 1999. 
-         Membru de onoare, Societatea Română de Biofizică, 1999. 
-         Premiul „George Emil Palade” pentru Știință, Fundația Culturală Română, 1999. 
-         Doctor honoris causa, Universitatea Politehnică din București, 1997. 
-         Membru de onoare, Academia Română, 1995. 
-         Profesor invitat la Universitatea Kyushu, Japonia, 1994 și 1996. 
-         Premiul „John S. Diekhoff“ pentru Distinguished Graduate Teaching, CWRU, 1991. 
-         Inter-Academy Exchange Fellow (SUA NAS - Academia Română) 1967, 1982, 1990. 
-         Profesor invitat, Universitățile din Paris (1977), Marsilia (1982), Ljubljana (1987). 
-         Profesor, Institutele de studii avansate NATO, Grecia și Italia (1983). 
-         Lector „Kahlbaum”, Universitatea din Basle, 1977. 
-         „R. H. Martin” Lector, Université Libre de Bruxelles, 1973. 
-         Conferința Stereochemistie din Burgenstock 1973. 
-         Lider de discuții Premiul „G. Spacu” pentru chimie, Academia Română de Științe, 1966. 
-         În 1999 a fost ales Membru Consiliului de redacție, Romanian Chemical Review, București
-         A fost Președinte de Onoare la primele patru Congrese ale SRMMR: in 2007, 2009, 2011 și 2012.

### Interese de cercetare
Magnetic Resonance: 2H, 17O, 31P Magnetic Resonance Imaging (MRI) and Localized Spectroscopy (MRS) studies of novel biomarkers of cell bioenergetics; uncoupling of oxidative phosphorylation by chemical and genetic agents. The chemistry of water monomers. Vibrational Spectroscopy. 

### Interese didactice
MRI (Magnetic Resonance Imaging), MRS (Localized Magnetic Resonance Spectroscopy), Fourier-transform (FT) IR and Raman Spectroscopy, UV and X-ray Photoelectron Spectroscopy (UPS and XPS or ESCA-Electron Spectroscopy for Chemical Analysis), Ion Scattering Spectrometry (ISS), Secondary Ion Mass Spectrometry (SIMS), Scanning Tunneling and Atomic Force Microscopy (STM and AFM). 

### Publicații și comunicari

##### Cărți:
1) Infrared Spectroscopy. Applications in Organic Chemistry, English Edition, with Margareta Avram, Wiley-Interscience, New York, 1972.Reprint Edition, R.E. Krieger Publishing Company, Huntington, New York, 1978. 
2) 2D NMR: Density Matrix and Product Operator Treatment, with A. Valeriu, Prentice Hall, New York, 1993. 
3) Basic Principles of Magnetic Resonance Spectroscopy and Imaging, in preparation